# حوایس ام جرن
حوایس ام جرن (به عربی: حوایس أم جرن) یک روستا در سوریه است که در حماه واقع شده‌است. حوایس ام جرن ۲۶۵ نفر جمعیت دارد.